# Campionamento sistematico
Il campionamento sistematico è una tecnica di campionamento da popolazioni finite utilizzata in statistica.
Differisce dal campionamento casuale semplice soprattutto dal punto di vista della tecnica di estrazione dei soggetti: infatti essi non vengono più estratti uno per uno in maniera casuale, ma una volta estratta un'unità, il campione estratto è determinato secondo un criterio ragionato, in generale scegliendo un'unità ogni intervallo k=N/n.

## Procedura
Conoscendo N (ampiezza della popolazione di riferimento) e stabilito n (ampiezza del campione), è possibile determinare l'intervallo di campionamento k=N/n (il cosiddetto passo di campionamento), cioè il numero di posizioni che vengono calcolate per individuare in successione le unità campionarie che andranno a costituire il campione sistematico.

Assumendo per semplicità che k sia un numero intero, si estrae a sorte un numero tra 1 e k (dove k sta per intervallo di campionamento) e si procede selezionando una unità ogni k presenti nella lista, a partire dalla prima estratta casualmente. Il numero casuale di partenza (r) potrà essere scelto ricorrendo alla tavola dei numeri casuali con r ≤ k.

Il campione sistematico ottenuto sarà determinato dall'insieme di unità selezionate con il seguente metodo: r+(j-1)k con j=(2,3,4,...,n)

Esempio: N = 1000; n = 20; k = 1000/20 = 50; r (numero casuale ≤ 50) = 22
	22 + (1 – 1) 50 = 22
	22 + (2 – 1) 50 = 72
	22 + (3 – 1) 50 = 122
Il campione di 20 unità sarà quindi il seguente: 22, 72, 122, 172, 222, 272, 322, 372, 422, 472, 522, 572, 622, 672, 722, 772, 822, 872, 922, 972.

## Storia
Prima dell'avvento e della diffusione degli elaboratori, l'estrazione di un campione casuale poteva risultare estremamente laboriosa. Il campionamento sistematico, è stato ideato per ridurre il lavoro sulle tavole dei numeri casuali ed è  tutt'oggi ancora molto utilizzato, nonostante l'informatizzazione della maggior parte delle operazioni di rilevazione e soprattutto della selezione di campioni probabilistici.

## Vantaggi
Il campionamento sistematico, proprio per la sua semplicità, è ancora oggi molto utilizzato soprattutto perché con un'applicazione adeguata consente di ottenere un campione formato da unità che provengano da ogni parte della lista e non solo da alcune sue parti come potrebbe avvenire, per effetto della casualità, in altri schemi di campionamento come il campionamento casuale semplice.

Da un punto di vista dell'efficienza della stima, dalla scomposizione della devianza discende che, in via approssimativa, il campionamento sistematico è più efficiente del campionamento casuale semplice nel caso in cui la varianza all'interno dei campioni sistematici sia maggiore della devianza totale della variabile di interesse.

## Svantaggi
Esistono rischi di scarsa rappresentatività nella selezione del campione nel caso in cui la lista presenti un qualche ordinamento di tipo ciclico o stagionale che, a causa di un passo di campionamento non adatto, non venga colta.